# Калтиманово
Калтима́ново (рос. Калтыманово, башк. Ҡалтыман) — село у складі Іглінського району Башкортостану, Росія. Адміністративний центр Калтимановської сільської ради.
Населення — 530 осіб (2010; 516 в 2002).
Національний склад:
- білоруси — 70 %

## Видатні уродженці
- Вакульський Олександр Васильович — Герой Радянського Союзу.